# Białe święta (album Urszuli Sipińskiej)
Białe święta – siódmy i ostatni album studyjny Urszuli Sipińskiej, wydany w 1994 roku, składający się w większości z kolęd. W 2001 roku płyta została reedytowana jako Mędrcy świata, monarchowie, z pominięciem dwóch utworów.

## Lista utworów
1. „Lulajże, Jezuniu” - 3:30
2. „Mędrcy świata, monarchowie” - 3:10
3. „W żłobie leży” - 3:05
4. „Gdy śliczna Panna” - 3:20
5. „Pójdźmy wszyscy do stajenki” - 3:25
6. „Białe święta” - 4:00
7. „Cicha noc” - 3:50
8. „Gdy się Chrystus rodzi” - 3:55
9. „Jezus malusieńki” - 2:40
10. „Za krótkie życie” - 3:50
11. „Bóg się rodzi” - 2:35
12. „Anioł pasterzom mówił” - 2:40